# 罗卡斯卡莱尼亚
罗卡斯卡莱尼亚（義大利語：Roccascalegna），是意大利基耶蒂省的一个市镇。总面积22平方公里，人口1386人，人口密度63.0人/平方公里（2009年）。ISTAT代码为069075。